# Cihan Çanak
Cihan Çanak (* 24. Januar 2005 in Verviers) ist ein belgisch-türkischer Fußballspieler. Seit der Saison 2024/25 steht er in Diensten von Trabzonspor. Er ist türkischer U21-Nationalspieler und war zuvor belgischer Nachwuchs-Nationalspieler.

## Leben
Çanak kam 2005 als Sohn türkischer Eltern aus Trabzon im Lütticher Provinzbezirk Verviers zur Welt. Das Ballspielen begann er mit eineinhalb Jahren durch seinen Vater, der ebenfalls Fußballspieler und in seiner Zeit unter anderem bei einem belgischen Zweitdivisionär aktiv war.

## Karriere
Çanak ist ein 1,75 Meter großer und linksfüßiger Mittelfeldspieler. Im Mittelfeld spielt er als Offensivspieler vor allem im offensiven Mittelfeld als Zehner beziehungsweise als offensiver Flügelspieler. Zu seinen fußballerischen Stärken zählen sein Dribbel- und Passspiel. Çanak besitzt als Offensivspieler auch Defensivqualitäten, indem er durch sein aggressives Angriffspressing den Spielaufbau des Gegners stören kann.

### Vereine
Mit dem Vereinsfußball begann Çanak mit viereinhalb Jahren bei einem belgischen Amateurklub, bei dem sein Onkel als Fußballtrainer tätig war. Er nahm an den jährlichen Talentsichtungsturnieren von Standard Lüttich teil und wurde zu einigen Probetrainings eingeladen. Nach erfolgreichen Probetrainings wechselte Çanak 2011 mit sechs Jahren in die Nachwuchsabteilung von Standard Lüttich.
Zur Saison 2021/22 nahm er mit 16 Jahren an der Sommer-Saisonvorbereitung 2021 der ersten Profimannschaft von Standard Lüttich teil. Im weiteren Verlauf der Ligasaison gab er im Dezember 2021 sein Profispieldebüt, als er in der belgischen Division 1A gegen SV Zulte Waregem eingewechselt wurde. Insgesamt wurde er in der Saison 2021/22 bei drei von 34 möglichen Ligaspielen eingesetzt.
In der Folgesaison spielte er auch für die erste Profimannschaft, wurde aber meist in der U 23-Mannschaft eingesetzt, die ab dieser Saison in die Division 1B eingegliedert wurden war. Er kam in der Erstligasaison 2022/23 primär als Einwechselspieler zum Einsatz und im Oktober 2022 gab er mit 17 Jahren sein Startelf- und Profitordebüt beim 3:0-Sieg gegen den Meisterschaftsführenden Royal Antwerpen. Er spielte in 35 von 40 möglichen Ligaspielen, bei denen es bei dem einen Tor blieb, sowie in einem Pokalspiel. Dazu kamen fünf Spiele in der U 23-Mannschaft. Im März 2023 wurde sein Vertrag vorzeitig bis Juni 2026 verlängert.
In der folgenden Saison waren es 29 von 40 möglichen Ligaspielen und zwei Pokalspiele. In der U 23-Mannschaft wurde er nicht eingesetzt. Ende Juni 2024 wechselte Çanak in die Türkei, wo ihn in der Heimatstadt seiner Eltern Trabzonspor verpflichtete und mit einem Dreijahresvertrag bis 2027 mit einer Verlängerungsoption für ein weiteres Jahr ausstattete.

### Nationalmannschaften
Als gebürtiger Belgier türkischer Herkunft ist Çanak laut FIFA-Statuten für die Auswahlmannschaften des belgischen und des türkischen Fußballverbands spielberechtigt. Anfänglich wurde er sowohl in die belgische sowie in die türkische U 14-Juniorenauswahl eingeladen. Çanak nahm sieben Tage lang an einem Trainingscamp der türkischen U14-Junioren teil, ehe er dort aufgrund seiner unzureichenden Physis weggeschickt wurde.

#### Belgien
Sein erstes Länderspiel bestritt Çanak im Februar 2020 für die U15-Junioren Belgiens. Zwischendurch wurde er im Dezember 2021 für die türkischen U17-Junioren nominiert. Auf diese Nominierung verzichtete Çanak, um sich auf seine Profikarriere bei seinem Verein in Belgien zu konzentrieren. Später spielte Çanak zwischen Februar 2022 und März 2023 auch für die belgischen Nachwuchsnationalmannschaften der U17, U19 und U20. Er nahm am Qualifikationsturnier der U17-Europameisterschaft 2022 teil und qualifizierte sich mit seiner Mannschaft für das Finalturnier, dort kam er in allen Gruppenspielen zum Einsatz. Er nahm für Belgien auch am Qualifikationsturnier der U19-Europameisterschaft 2023 teil, die ohne Finalturnier-Qualifikation endete.

#### Türkei
Ende August 2023 entschied sich Çanak, in Zukunft für die Türkei zu spielen und wurde anschließend bereits mit 18 Jahren für die türkische U21-Nationalmannschaft berufen. Mit ihr kam er bisher im Qualifikationsturnier der U21-Europameisterschaft 2025 zum Einsatz.